# Vollbohrung
Als Vollbohrung werden die frühesten überlieferten Techniken zum Bohren ins Volle bezeichnet. Der Abtrag erfolgt hierbei nicht über das Werkzeug direkt wie bei modernen Bohrern, sondern mit Sand als Abrasiv zwischen Werkstück und Werkzeug. Bearbeitet werden konnten alle damals bekannten Werkstoffe von Holz bis hin zu Granit.
Das Grundprinzip beruht darauf, ein zylindrisches Bohrwerkzeug aus Holz, Kupfer oder Knochen auf einem Werkstück in Rotation zu versetzen und durch Zugabe trockenen scharfkantigen Sandes (bevorzugt Quarzsand) ein Loch in das Werkstück zu schleifen. Der Abtrag setzt sich aus zwei Komponenten zusammen. Zum einen setzen sich im Bohrwerkzeug die Sandkörner fest und wirken so schleifend, zum anderen rollen die Körner über die Oberfläche und brechen so Bruchteile hinaus. Weiterhin erleichtern vor allem die rollenden Körner die Rotation des Werkzeugs.
Die Rotationsbewegung des Bohrers wurde in der Regel über einen Fiedelbogen bewerkstelligt, während der nötige Anpressdruck und die Führung des Bohrers über einen Balken oder ein Brett erfolgte, dass stirnseitig am oberen Ende des Bohrers auflag.
Erste Bohrer waren die sogenannten Quirlbohrer vor ungefähr 40.000 v. Chr. Sie bestanden aus nicht viel mehr als einem Stab, der zwischen beiden Handflächen durch gegenseitiges Bewegen der Hände gedreht wurde. Erst vor circa 4000 v. Chr. spannten die Menschen eine einmal um den Bohrer gewickelte Sehne zwischen die Enden eines elastischen Astes und entdeckten so den Fiedelbohrer. In die gleiche Zeit fällt vermutlich die erste Anwendung einer mechanischen Bohrerführung, denn erhöhte Drehzahl und Kraft ließen den Bohrer nur noch schlecht mit bloßen Händen kontrollieren.